# Peter Parker (admirál)
Sir Peter Parker (Sir Peter Parker, 1st Baronet Parker of Bassingbourne) (1721, Irsko – 21. prosince 1811, Londýn, Anglie) byl britský admirál, námořní vojevůdce koloniálních a dynastických válek 18. století. Vynikl za sedmileté války a ve válce proti USA. V roce 1772 byl povýšen do šlechtického stavu a v hierarchii Royal Navy dosáhl nakonec nejvyšší hodnosti velkoadmirála (1799). V dějinách britského námořnictva proslul jako patron admirála Nelsona v počátcích jeho kariéry.

## Životopis
Narodil se jako třetí syn kontradmirála Christophera Parkera (†1763), do námořnictva vstoupil již v dětství a za války o Jenkinsovo ucho sloužil jako poddůstojník pod Edwardem Vernonem v Karibiku. Za války o rakouské dědictví sloužil ve Středomoří, zúčastnil se bitvy u Toulonu a v roce 1747 byl v hodnosti kapitána pověřen ochranou obchodních lodí ve Středomoří a v Lamanšském průlivu. V rámci snižování početního stavu námořních důstojníků byl poté deset let mimo aktivní službu, znovu byl povolán až za sedmileté války. Zúčastnil se dobytí Guadeloupe (1759) a Belle Isle (1761), poté byl znovu několik let mimo aktivní službu. V roce 1772 byl povýšen do šlechtického stavu a na počátku války proti USA byl pověřen námořní podporou vojenskému kontingentu generála Clintona. V roce 1776 utrpěl značné ztráty při útoku na Sullivanův ostrov, při kterém byl také zraněn. Pod velením admirála Howea se zúčastnil útoku na New York a v roce 1776 dobyl Long Island a Rhode Island.
V roce 1777 byl povýšen na kontradmirála a v letech 1778–1782 byl vrchním velitelem u břehů severní Ameriky a na Jamajce. V této době pod ním velel začínající Horatio Nelson, jehož patronem se Parker stal. V roce 1779 byl povýšen na viceadmirála a po návratu do Anglie získal titul baroneta (1782). V roce 1787 dosáhl hodnosti admirála a v letech 1793–1799 byl velitelem v Portsmouthu. Mezitím byl v letech 1784–1786 a 1787–1790 také poslancem Dolní sněmovny. V roce 1799 byl povýšen na velkoadmirála (Admiral of the Fleet).
S manželkou Margaret Nugentovou měl tři děti, jediný syn Christopher Parker (1761–1804) byl viceadmirálem, ale zemřel ještě před otcem. Dědicem titulu baroneta byl vnuk, Sir Peter Parker (1786–1814), který jako kapitán padl v severní Americe. Posledním členem rodu byl jeho mladší bratr admirál Sir Christopher Charles Parker (1792–1869).
Peterův synovec Sir George Parker (1767–1847) byl též admirálem.